# Parafia Miłosierdzia Bożego w Liniewie
Parafia Miłosierdzia Bożego w Liniewie – rzymskokatolicka parafia w Liniewie. Należy do dekanatu skarszewskiego diecezji pelplińskiej. Erygowana w 1988 roku.